# تشيستر روجرز
تشيستر روجرز (بالإنجليزية: Chester Rogers)‏ هو لاعب كرة قدم أمريكية شمالية ‏ أمريكي، ولد في 12 يناير 1994 في هنتسفيل في الولايات المتحدة.

## وصلات خارجية
- تشيستر روجرز على موقع مرجع كرة القدم المحترفة.كوم (الإنجليزية)
- تشيستر روجرز على موقع IMDb (الإنجليزية)
- تشيستر روجرز على موقع قاعدة بيانات الفيلم (الإنجليزية)